# Pablo Jensen
Pour les articles homonymes, voir Jensen.
Pablo Jensen est un physicien français né à La Plata en Argentine en 1966, spécialiste en « modélisation des nanostructures » et vulgarisateur.

## Biographie
Jensen est né à La Plata.
Pablo Jensen est titulaire d'un doctorat en physique de l'université Claude-Bernard-Lyon-I.
Pablo Jensen a rédigé de nombreux articles et des livres de vulgarisation des sciences. Il a par exemple publié en 2001 Des atomes dans mon café crème, un ouvrage sur la physique du solide et Pourquoi la société ne se laisse pas mettre en équation ?, paru le 15 mars 2018, un livre sur les systèmes complexes.
En 2005, il devient directeur de recherche au CNRS. Entre 2007 et 2014, il a dirigé l'institut rhônalpin des systèmes complexes (École normale supérieure de Lyon). 

## Publications
- Pablo Jensen, Des atomes dans mon café crème : La physique peut-elle tout expliquer ?, Seuil, coll. « Points Sciences », février 2001, 279 p. (ISBN 978-2-02-062984-3)
- Pablo Jensen, Entrer en matière : Les atomes expliquent-ils le monde ?, Paris, Seuil, coll. « Science ouverte », 2001, 257 p. (ISBN 2-02-039604-1)
- (es) Historia de la materia, Buenos Aires, 2007
- Pablo Jensen, Pourquoi la société ne se laisse pas mettre en équations, Paris, Seuil, coll. « Science ouverte », 2018, 336 p. (ISBN 978-2-02-138010-1)
- Pablo Jensen, Deep earnings : le néolibéralisme au cœur des réseaux de neurones, Paris, C&f Editions, coll. « Sciences humaines & sociales », 2021, 96 p. (ISBN 978-2-37662-023-5)